# Daft Club
Daft Club è il primo album di remix del gruppo musicale francese Daft Punk, pubblicato il 1º dicembre 2003 dalla Virgin Records.
L'album contiene remix di artisti vari estratti dai singoli contenuti nei primi due album in studio del gruppo: Homework e Discovery, oltre a remix composti dai Daft Punk stessi.

## Tracce
1. Ouverture – 2:41
2. Aerodynamic (Daft Punk Remix) – 6:09
3. Harder, Better, Faster, Stronger (The Neptunes Remix) – 5:11
4. Face to Face (Cosmo Vitelli Remix) – 4:54
5. Phoenix (Basement Jaxx Remix) – 7:51
6. Digital Love (Boris Dlugosh Remix) – 7:27
7. Harder, Better, Faster, Stronger (Jess & Crabe Remix) – 6:00
8. Face to Face (Demon Remix) – 6:59
9. Crescendolls (Laidback Luke Remix) – 5:22
10. Aerodynamic (Slum Village Remix) – 3:36
11. Too Long (Gonzales Version) – 3:13
12. Aerodynamite – 7:47
13. One More Time (Romanthony's Unplugged) – 3:38
14. Something About Us (Love Theme from Interstella 5555) – 2:13

## Classifiche
| Classifica (2021) | Posizione massima |
| ----------------- | ----------------- |
| Svizzera          | 69                |